# Harley Overman
Harley Overman (16 augustus 1942) is een Surinaams dammer.

## Biografie
Harley Overman speelde bij de damclub van NAKS. Hij nam in 1963 voor het eerst deel aan het clubkampioenschap en belandde op de vierde plaats. In 1972 nam hij deel aan een toernooi dat georganiseerd werd door het Ministerie van Opbouw en bij de clubkampioenschappen van 1973 werd hij kampioen.
Hij nam sindsdien ook deel aan het Surinaams Kampioenschap en werd vijfde in 1973 en tweede in 1974. Vervolgens won hij het toernooi twee jaar op rij. Een hoogtepunt uit zijn damcarrière was in 1975 de remise die hij in Suriname wist af te dwingen van Internationaal Grootmeester Harm Wiersma. Tijdens het KSH-damtoernooi van 1975 werd hij eerste, samen met de Haitiaan Bernard Robillard en de Nederlanders Sjoerd Visser en Frits van Vloten. In 1975 werd hij verkozen tot Sporter van het jaar.
De Vereniging van Sportjournalisten in Suriname riep hem dat jaar uit als Sportman van het Jaar. In 1976 werd hij onderscheiden als Federatiemeester (MF).
Hij deed tweemaal mee aan een Pan-Amerikaans Kampioenschap en werd in 1981 tiende in Port-au-Prince, Haïti, en in 1985 twaalfde 
Ituiutaba, Brazilië. Ook tot ver in de 21e eeuw is hij op hoog niveau blijven dammen.

## Palmares
Hij speelde tijdens de volgende internationale kampioenschappen of bereikte bij de andere wedstrijden de eerste drie plaatsen:
| Jaar | plaats | kampioenschap                                                                 |
| ---- | ------ | ----------------------------------------------------------------------------- |
| 1980 | Goud   | Landskampioenschap Suriname                                                   |
| 1981 | Zilver | Landskampioenschap Suriname                                                   |
| 1981 | Brons  | Pan-Amerikaans kampioenschap, Port-au-Prince, Haïti                           |
| 1982 | Goud   | Landskampioenschap Suriname                                                   |
| 1982 | 10e    | Wereldkampioenschap dammen São Paulo, Brazilië                                |
| 1983 | Goud   | Landskampioenschap Suriname                                                   |
| 1983 | Brons  | Pan-Amerikaans kampioenschap, Philadelphia, Verenigde Staten                  |
| 1984 | Zilver | MNP (Van der Meer Neoprint) Toernooi, Utrecht, Nederland                      |
| 1986 | 14e    | Wereldkampioenschap dammen Groningen, Nederland                               |
| 1985 | Brons  | Pan-Amerikaans kampioenschap, Ituiutaba, Brazilië                             |
| 1986 | 14e    | Wereldkampioenschap dammen Groningen, Nederland                               |
| 1988 | 12e    | Wereldkampioenschap dammen Paramaribo, Suriname                               |
| 1989 | Goud   | Landskampioenschap Suriname                                                   |
| 1990 | 16e    | Wereldkampioenschap dammen Groningen, Nederland                               |
| 1995 | Brons  | Open Nederlands Kampioenschap, Nijmegen, Nederland                            |
| 2014 | Brons  | Boboli Toernooi, Vereniging Promotie Damsport, Groep A, Bunschoten, Nederland |